# Tuffi ai XXXII Giochi mondiali universitari estivi
Le competizioni di tuffi dei XXXII Giochi mondiali universitari estivi si sono svolte dal 17 al 23 luglio 2025, presso la piscina dei tuffi del Schwimm- und Sprunghalle im Europasportpark di Berlino, in Germania.

## Podi

### Uomini
| Evento                             | Oro                          | Punti  | Argento                                           | Punti  | Bronzo                                   | Punti  |
| Trampolino 1 m (dettagli)          | Zhang Wenao                  | 425,85 | Hu Yukang                                         | 368,75 | Tim Axer                                 | 354,80 |
| Trampolino 3 m (dettagli)          | Moritz Wesemann              | 454,20 | Hu Yukang                                         | 448,45 | Luke Sitz                                | 429,75 |
| Piattaforma 10 m (dettagli)        | Zheng Junzhi                 | 455,10 | Mo Yonghua                                        | 448,70 | Kim Yeong-taek                           | 434,40 |
| Trampolino 3 m sincro (dettagli)   | Cina Zhang Wenao Hu Yakang   | 412,62 | Germania Joshua Sollenberger Luke Sitz            | 380,34 | Corea del Sud Kim Yeong-taek Kim Ji-wook | 355,56 |
| Piattaforma 10 m sincro (dettagli) | Cina Zheng Junzhi Mo Yonghua | 437,31 | Germania Jaden Eikermann Luis Carlo Ávila Sánchez | 400,74 | Corea del Sud Kim Yeong-taek Kim Ji-wook | 377,64 |
| Classifica a squadre (dettagli)    | Cina                         |        | Corea del Sud                                     |        | Stati Uniti                              |        |

### Donne
| Evento                             | Oro                         | Punti  | Argento                                 | Punti  | Bronzo                                 | Punti  |
| Trampolino 1 m (dettagli)          | Ouyang Yu                   | 273,85 | Wang Yi                                 | 266,25 | Avery Giese                            | 251,85 |
| Trampolino 3 m (dettagli)          | Wang Weiying                | 344,25 | Qu Zhixin                               | 318,55 | Lena Hentschel                         | 265,75 |
| Piattaforma 10 m (dettagli)        | Lu Wei                      | 400,35 | Wang Weiying                            | 387,15 | Pauline Pfeif                          | 354,40 |
| Trampolino 3 m sincro (dettagli)   | Cina Ouyang Yu Wang Weiying | 294,90 | Stati Uniti Lanie Gutch Eliana Joyce    | 265,98 | Germania Lena Hentschel Jette Müller   | 263,10 |
| Piattaforma 10 m sincro (dettagli) | Cina He Yanwei Lu Wei       | 330,18 | Germania Pauline Pfeif Carolina Coordes | 294,60 | Stati Uniti Lanie Gutch Kayleigh Clark | 256,62 |
| Classifica a squadre (dettagli)    | Cina                        |        | Stati Uniti                             |        | Corea del Sud                          |        |

### Misto
| Evento                             | Oro                                                                 | Punti  | Argento                                           | Punti  | Bronzo                                                          | Punti  |
| Trampolino 3 m sincro (dettagli)   | Germania Luis Carlo Ávila Sánchez Lena Hentschel                    | 288,21 | Cina Fan Yi Mei Yingxin                           | 275,40 | Stati Uniti Maxwell Miller Eliana Joyce                         | 265,65 |
| Piattaforma 10 m sincro (dettagli) | Cina Zheng Junzhi Wang Weiying                                      | 341,94 | Stati Uniti Sophia McAfee Kaden Springfield       | 291,36 | Corea del Sud Kim Na-hyun Kim Yeong-taek                        | 266,82 |
| Gara a squadre mista (dettagli)    | Germania Jette Müller Moritz Wesemann Pauline Pfeif Jaden Eikermann | 437,10 | Cina Qu Zhixin Mo Zhengxiong He Yanwei Mo Yonghua | 429,10 | Corea del Sud Oh Soo-yeon Kim Jiwook Kim Na-hyun Kim Yeong-taek | 400,10 |

## Medagliere
| Pos.   | Paese         |    |    |    | Totale |
| ------ | ------------- | -- | -- | -- | ------ |
| 1      | Cina          | 12 | 8  | 0  | 20     |
| 2      | Germania      | 3  | 2  | 4  | 9      |
| 3      | Stati Uniti   | 0  | 4  | 5  | 9      |
| 4      | Corea del Sud | 0  | 1  | 6  | 7      |
| Totale | Totale        | 15 | 15 | 15 | 45     |